# Gefecht bei Dodendorf
Als Gefecht bei Dodendorf wird ein Gefecht zwischen dem Freikorps Schillsche Jäger einerseits und französischen und westphälischen Truppen andererseits bezeichnet. Das Gefecht ereignete sich am 5. Mai 1809 bei Dodendorf südlich von Magdeburg und ist als Vorläufer der gegen die Besatzung durch das napoleonische Frankreich gerichteten Befreiungskriege zu sehen.

## Ausgangslage
Französische Truppen unter Napoléon Bonaparte hatten im Zuge der Koalitionskriege preußischen Truppen mit der Schlacht bei Jena und Auerstedt am 14. Oktober 1806 eine empfindliche Niederlage beigebracht. 1807, im Frieden von Tilsit, hatte Preußen enorme Gebietsverluste zu akzeptieren. Unter anderem fielen sämtliche westlich der Elbe gelegenen preußischen Gebiete an französische Vasallenstaaten. Magdeburg mitsamt der starken Festung Magdeburg gehörte nun zum neu gebildeten Königreich Westphalen und beherbergte eine französische Garnison. Faktisch waren diese deutschen Gebiete französisch besetzt.

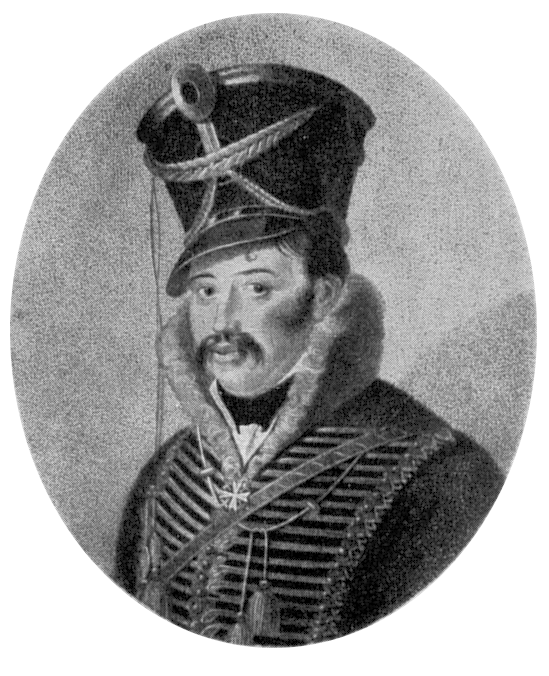
Ferdinand von Schill

Ferdinand von Schill hatte sich bei der Verteidigung der Festung Kolberg hervorgetan und kommandierte 1809 mit dem 2. Brandenburgischen Husaren Regiment einen eigenen preußischen Truppenverband. Entgegen dem Befehl von Vorgesetzten setzte er sich am 28. April 1809 mit diesem Truppenverband aus Berlin ab und begründete so das Freikorps der Schillschen Jäger. Mit diesen überschritt er die Elbe und operierte westlich der Elbe unter anderem im Gebiet des Königreichs Westphalen. Am 2. Mai hatte er Dessau besetzt und verbreitete einen Aufruf an alle Deutschen. Er forderte auf, sich ihm anzuschließen und einen Befreiungskampf gegen Frankreich zu führen.

## Vormarsch
Im Lauf des 4. Mai 1809 hatte Schill die Nachricht erreicht, dass aus der Festung Magdeburg Militär ausrücke, um das Schillsche Korps zu stellen. Tatsächlich entsandte der Magdeburger Gouverneur General Michaud den westfälischen General von Uslar mit 1.100 Mann in Richtung des ungefähr 10 km südlich der Festung gelegenen Dorfes Dodendorf, um die Schillschen Jäger zu bekämpfen. Die westphälischen Truppen bezogen nördlich des Dorfes Stellung.
Am Morgen des 5. Mai 1809 sammelten sich die Schillschen Jäger beim Dorf Borne in der südlichen Magdeburger Börde, um dem aus Norden erwarteten Heerzug über Bahrendorf und Sülldorf entgegenzurücken. Da der Gouverneur an der Zuverlässigkeit der Truppen zweifelte, entsandte er am frühen Vormittag des 5. Mai zusätzlich noch das erste westphälische Linienregiment unter dem Kommando des Oberst Vautier ebenfalls nach Dodendorf, wo es gegen 11 Uhr eintraf.
Beim Eintreffen Vautiers konnte er bereits aus Westen aus Richtung Sülldorf auf Dodendorf zurückende Staubwolken – verursacht durch die Vorhut der Schillschen Jäger – sehen. Vautier ordnete eine sofortige Umgruppierung der Truppen an. Diese nahmen nun im Wesentlichen eine Schützenlinie westlich Dodendorfs ein. Eine Kompanie Grenadiere wurde zur Sicherung der östlich des Dorfes verlaufenden Chaussee Magdeburg-Halle (Saale) eingesetzt. Sie besetzten ein südlich des Ortes gelegenes Chausseehaus und stellten dort ein Geschütz auf. Auf einer in der Nähe befindlichen Anhöhe wurde ein 20 Mann starker Offiziersposten eingerichtet, der den südlichsten Punkt der Schützenkette bildete. Das Nordende der Schützenkette befand sich bei der Dodendorfer Mühle.
Auf der französisch/westphälischen Seite waren zwei Kompanien des französischen 22. Infanterie-Regiments und vier westphälische Infanteriekompanien angetreten. Sie waren den Schillschen Truppen zahlenmäßig um das Zehnfache überlegen.
Schills Truppen näherten sich von Westen der Schützenkette und sammelten sich an der westlich von Dodendorf an der Sülze gelegenen Maschmühle. Schill wollte versuchen, die deutschen westphälischen Truppen zum Überlaufen zu bewegen. Leutnant Stock ritt daher zu den westphälischen Stellungen und redete mit einem Offizier. In dem Moment als Stock sein Pferd wendete, gab Oberst Vautier den Feuerbefehl. Stock wurde tödlich getroffen. Trotzdem versuchte Schill erneut, mit den Westphalen Kontakt aufzunehmen, auch der zweite Versuch scheiterte. Daraufhin befahl Schill den Angriff.

## Das Gefecht

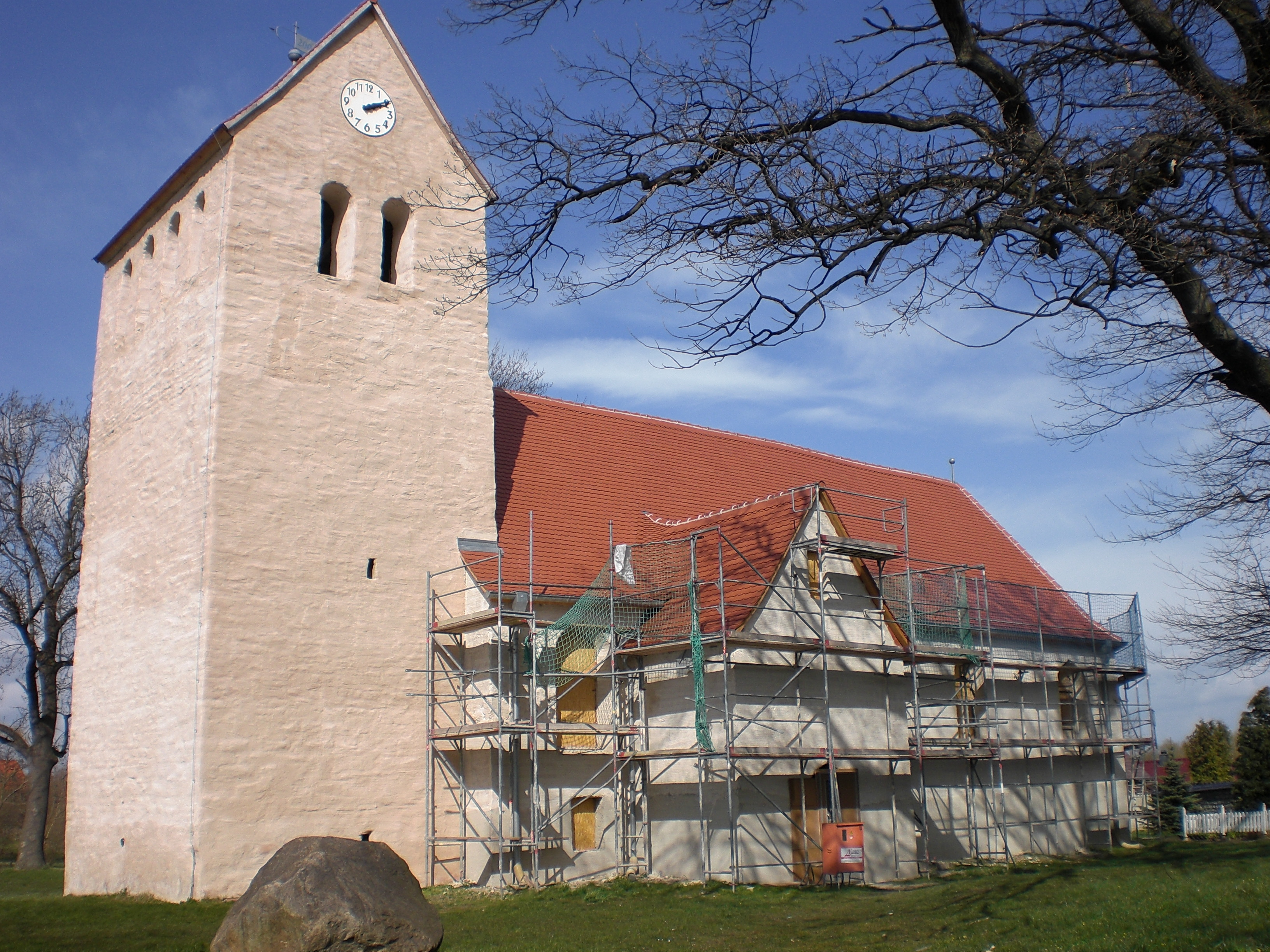
Südwestseite der Kirche St. Christophorus (im Frühjahr 2008)

Die 1. Schillsche Schwadron, geführt von Leutnant Diezelsky, griff die eine Schützenkette bildenden Westphalen an. Leutnant Diezelsky wurde von einer Kugel tödlich getroffen. Der Angriff der Reiter war jedoch so stark, dass die Schützenkette bis unmittelbar an das Dorf zurückgedrängt wurde. Die westphälische Infanterie suchte Schutz hinter der Kirchhofsmauer der St-Christophorus-Kirche. Von dieser geschützten Position aus gelang es der Infanterie, den Angriff der Schillschen Reiter blutig zurückzuschlagen.
Zeitgleich hatte die 4. Schillsche Schwadron unter Leitung des Leutnants von Brünnow die südlichen Stellungen angegriffen und war bis zur Chaussee vorgestoßen. Die westphälischen Truppen flohen nach Norden in das Dorf und wurden von den schillschen Husaren verfolgt. Von französischen Geschützen wurde das Feuer auf die Husaren eröffnet.
Zu diesem Zeitpunkt griff Schill mit der 2. und 3. Schwadron unter Führung Kettenburg und Adolf von Lützow die nördlich des Dorfes stehenden französischen Kompanien an. Mit taktischen Geschick waren die französischen Truppen direkt auf einer steilen Anhöhe aufgestellt, so dass die Pferde der Angreifer sich zum Teil nach hinten überschlugen. Ein Teil der 3. Schwadron umging die französischen Stellungen nördlich, rückte schnell nach Süden vor und griff in deren Rücken befindliche schwächere westphälische Verbände an.

## Ausgang

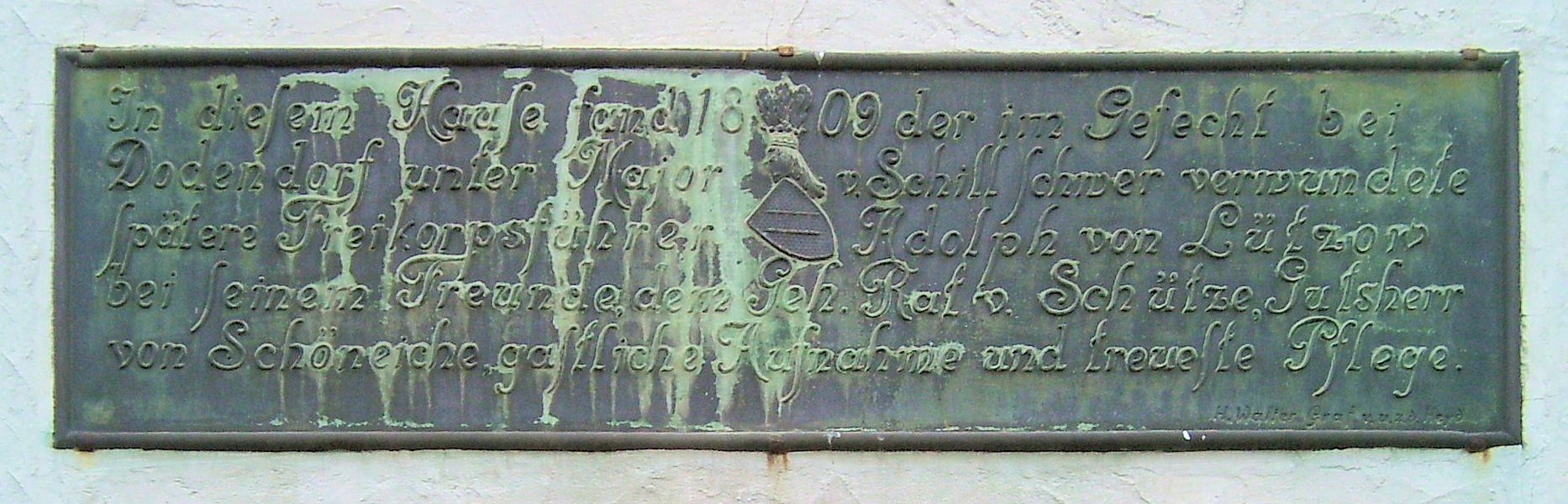
Gedenktafel für Lützow in Schöneiche

Es gelang keiner Seite, einen klaren militärischen Sieg für sich zu erkämpfen. Zum Abend hin befahl Schill den Rückzug.
Auf Seiten des Schillschen Freikorps waren 6 Offiziere und 83 Soldaten tot oder schwer verwundet. Schill hatte damit ein Drittel seines Regiments eingebüßt. Mit Major Adolf von Lützow war auch ein enger Vertrauter Schills unter den Schwerverwundeten. Er wurde über die Elbe in das preußische Schöneiche bei Berlin gebracht und im Haus des Jägers des Gutsherrn gesundgepflegt; eine bronzene Gedenktafel erinnert bis heute daran.
Die Verluste auf französischer und westphälischer Seite waren zahlenmäßig noch größer. Unter den Toten war auch Oberst Vautier. Der König von Westphalen, Jérôme Bonaparte – ein Bruder Napoleons – setzte noch am selben Tag ein Kopfgeld in Höhe von 10.000 Franc auf Schill aus. Der preußische König Friedrich Wilhelm III. verurteilte das eigenmächtige Vorgehen scharf.
Während das Gefecht von Dodendorf und sein Ausgang militärisch nur von untergeordneter Bedeutung sein dürfte, lag die größere Auswirkung in der damit gegebenen Symbolik, dass Freischärler Frankreich und seine Verbündeten trotz zahlenmäßiger Unterlegenheit herausgefordert hatten und nicht geschlagen worden waren. Moralisch wurde Schill aus deutscher Sicht als Sieger gesehen. Insofern kam dem Gefecht für die kommenden Befreiungskriege eine hohe moralische Bedeutung zu.

## Abzug

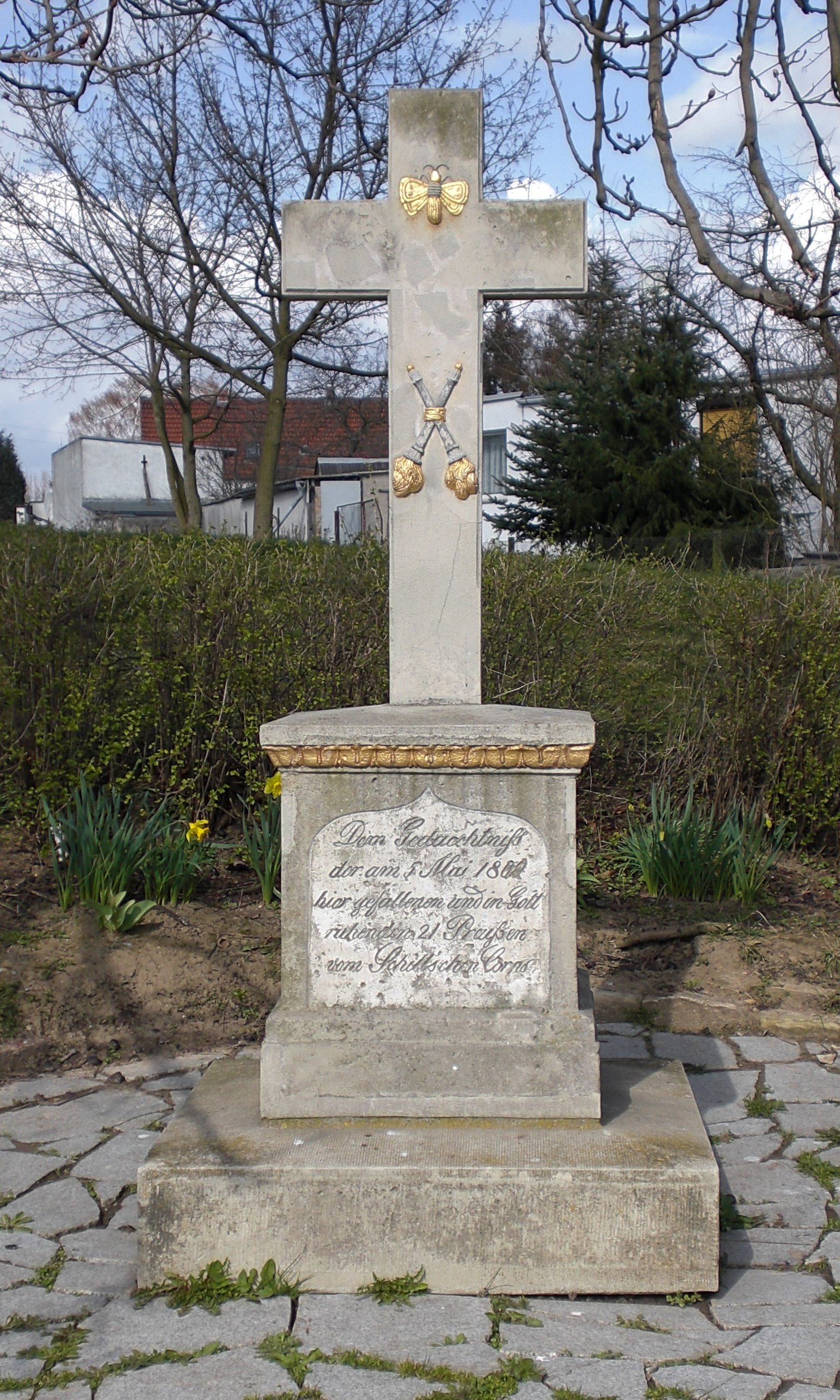
Schill-Denkmal in Dodendorf

Das Schillsche Korps zog nach Wanzleben und somit tiefer in das westphälische Gebiet hinein. Dort wurden sie von Friedrich Ludwig Kühne, Maire der Stadt und des Kantons Wanzleben freundlich empfangen und im Ort und der näheren Umgebung in der Nacht vom 5. auf den 6. Mai untergebracht. Schill war zu Gast bei Kühne und übernachtete auf dem Gut. Dieser Aufenthalt wurde später von Arnold Robolski literarisch in einem Schauspiel verarbeitet.
Die Schillschen Jäger zogen dann über Langenweddingen, Haldensleben und die Altmark weiter. Sie nahmen später Stralsund ein und wurden bei der Verteidigung der Stadt vernichtend geschlagen. Schill starb dort am 31. Mai 1809 und somit nur drei Wochen nach der Schlacht von Dodendorf.

## Persönlichkeiten
Als Angehöriger des Schillschen Korps nahm als 19-Jähriger auch der spätere preußische General und Militärschriftsteller Karl Wilhelm von Willisen an dem Gefecht teil.

## Denkmal
Zum 50. Jahrestag 1859 setzte die Dodendorfer Bevölkerung in Erinnerung an das Geschehene ein Denkmal, welches noch heute erhalten ist. Das sogenannte Schill-Denkmal ist als Steinkreuz gestaltet und gedenkt auf einer angebrachten Inschrift der preußischen Gefallenen. Französische und westphälische Opfer blieben, obwohl Dodendorf während der Ereignisse zum Königreich Westphalen gehört hatte, unerwähnt.
Die Inschrift lautet: Dem Gedächtnis der am 5. Mai 1809 hier gefallenen und in Gott ruhenden 21 Preußen vom Schillschen Corps.
Hinter dem Kreuz unter dem Hügel liegen die 21 preußischen Gefallenen und die getöteten Pferde.
In einiger Entfernung zum Schill-Denkmal steht heute eine Informationstafel, die über die geschichtlichen Ereignisse informiert.